# Martin Müller-Reisinger
Martin Müller-Reisinger (* 1. April 1969 in Wels, Österreich) ist ein österreichischer Schauspieler.

## Leben
Müller-Reisinger begann eine Ausbildung an der Hochschule für Musik und Darstellende Kunst Frankfurt am Main, die er später abbrach. Anschließend war er am
Tiroler Landestheater Innsbruck, am Theater der Altmark, am  Staatstheater Karlsruhe, am Theater der Stadt Koblenz sowie am Landestheater Linz engagiert. Von 2008 bis 2017 gehörte Müller-Reisinger dem Ensemble des Theater Oberhausen an. In dieser Zeit spielte er unter anderem in dem Stück Aus dem Leben eines Taugenichts die Titelrolle. Derzeit ist er am Theater Freiburg engagiert. Außerdem hatte Müller-Reisinger mehrere Fernsehauftritte, unter anderem im Tatort. Von 2019 bis 2020 war er in der Rolle des Wolf Lohmaier in der Fernsehserie Lindenstraße zu sehen, der nach dem Tod von Hans Beimer der neue Lebenspartner von Anna Ziegler wurde.

## Filmografie
- 2004: Tatort (Fernsehserie, 1 Folge)
- 2008: SOKO Kitzbühel (Fernsehserie, 1 Folge)
- 2008: Der Winzerkönig (Fernsehserie, 1 Folge)
- 2019–2020: Lindenstraße (Fernsehserie, 21 Folgen)

## Theater
- 2008–2009: Pott-Pourri, Theater Oberhausen
- 2008–2009: Die Mutter, Theater Oberhausen
- 2008–2009: Altweibersommer, Theater Oberhausen
- 2008–2009: Aus dem Leben eines Taugenichts, Theater Oberhausen
- 2008–2009: Pferd frisst Hut, Theater Oberhausen